# Lar, Indien
Lār är en ort i Indien.   Den ligger i distriktet Deoria och delstaten Uttar Pradesh, i den nordöstra delen av landet, 700 km öster om huvudstaden New Delhi. Lār ligger 72 meter över havet och antalet invånare är 26 688.
Terrängen runt Lār är mycket platt. Runt Lār är det tätbefolkat, med 790 invånare per kvadratkilometer. Lār är det största samhället i trakten. Trakten runt Lār består till största delen av jordbruksmark.